# Parafia św. Floriana w Żywcu
Parafia św. Floriana – parafia rzymskokatolicka znajdująca się w Żywcu, należąca do metropolii krakowskiej, diecezji bielsko-żywieckiej i dekanatu żywieckiego. Swoim zasięgiem obejmuje dzielnice Zabłocie oraz Podlesie.
Od początku Zabłocie należało do parafii Narodzenia Najświętszej Marii Panny w Żywcu. W 1868 r. mieszkańcy Zabłocia wystosowali prośbę do magistratu żywieckiego o wydzielenie dla nich osobnego ołtarza (św. Agnieszki) w kościele św. Krzyża. W 1895 r. powstało Stowarzyszenie św. Floriana, które odnowiło stojącą nieopodal dworca kolejowego kapliczkę pw. św. Floriana (z początku XIX w.) i zakupiło parcelę pod budowę kościoła.
Budowę świątyni w jej obecnym kształcie zakończono wzniesieniem w 1954 r. wysokiej wieży. Rok później, 7 sierpnia 1955 r. biskup Franciszek Jop dokonał uroczystego poświęcenia kościoła pw. św. Floriana.
Pierwszym proboszczem nowej parafii został ks. Stanisław Słonka.
Z okazji jubileuszu 50-lecia parafii został postawiony przed kościołem pomnik św. Floriana. W latach 2005–2006 dach kościoła został pokryty blachą miedzianą, a wnętrze pomalowane.

## Proboszczowie
| L.p. | Imię i nazwisko        | Lata      |
| ---- | ---------------------- | --------- |
| 1.   | Stanisław Słonka       | 1948–1975 |
| 2.   | Eugeniusz Góra         | 1975–1984 |
| 3.   | Józef Jania            | 1984–1994 |
| 4.   | Stanisław Kozieł       | 1994–2023 |
| 5.   | Marcin Suchanek (adm.) | od 2023   |